# Martine Sitbon
Martine Sitbon est une créatrice de mode, née en 1951 à Casablanca.

## Biographie

### Enfance et jeunesse
Après une enfance au Maroc et un court passage au lycée Chateaubriand de Rome, la famille Sitbon revient s’installer à Paris au début des années 1960.

### Études
Au début des années 1970, Martine Sitbon rentre au Studio Berçot à Paris où elle suit des études de design jusqu’en 1974.

### Carrière
Son intérêt pour les voyages la pousse à devenir styliste freelance et à travailler pour  diverses marques à travers le monde, en particulier à Milan. Au début des années 1980, jusqu’en 1985, elle travaille principalement entre New York et Paris. Entre 1984 et 1986, elle crée des collections à Milan en tant que styliste freelance pour des entreprises italiennes,.
C’est d'ailleurs à Milan qu’elle se fait remarquer par des investisseurs italiens qui avaient déjà lancé le designer Romeo Gigli et qui cherchaient un nouveau designer à financer. Ceci lui permettra de présenter son premier défilé de mode en 1986 à Paris.
En 1987, elle est invitée à présenter sa première collection pendant la semaine des défilés. Elle sera, durant la même saison, invitée à défiler au Palladium (en) de New York. La même année, elle collabore avec Javier Vallhonrat, photographe et Marc Ascoli, directeur artistique, pour la création des catalogues, de l’identité visuelle, et des campagnes publicitaires de sa marque. Cette collaboration durera cinq saisons.
En 1988, elle est nommée directrice de la création de la marque de prêt-à-porter française Chloé. Elle dessine les collections pendant neuf saisons parallèlement à sa propre marque Martine Sitbon. L'arrivée de Martine Sitbon se fait à une époque où Chloé était un peu sur le déclin, et sentait vraiment la poussière. Avec Martine Sitbon, Chloé retrouve un nouveau souffle : une image forte incarnée par les « Supermodels » de l’époque : Linda Evangelista, Christy Turlington, Claudia Schiffer, Helena Christensen, etc.. « Chloé avait eu le génie de choisir de jeunes stylistes et de continuer sur cette lancée. C’est un élément important de l’héritage Chloé… j’ai été la première femme à en faire partie. Et ce fut pour moi une incroyable expérience » dit-elle.
En 1990, Martine Sitbon entame pour une durée de cinq saisons une collaboration avec le photographe anglais Nick Knight, et avec Marc Ascoli comme directeur artistique pour l’identité visuelle, la création des catalogues et les images publicitaires pour sa propre marque.
En 1993, elle inaugure un nouveau show room dans Le Marais.[réf. nécessaire]
En 1996, la créatrice aux lunettes fumées inaugure sa première boutique Martine Sitbon rue de Grenelle à Paris dans un espace de plus de 200 m2. Elle collabore alors avec les graphistes M/M (Paris) (Michaël Amzalag et Mathias Augustyniak) pour la conception du logo, l'identité graphique et les invitations de la maison pendant huit saisons. Son style, qui allie « rock attitude », chic parisien et romantisme, donne naissance à ce qui a été nommé le « rock’n’romantic » et rassemble une clientèle fidèle.
En 1997, Craig McDean, Marc Ascoli et M/M (Paris) signent le catalogue pour la collection Automne/Hiver 1997/98. Cette même année le gouvernement français la fait Ordre des Arts et des Lettres.
En 1998, elle présente sa collection Automne/Hiver 1998/99 durant la Tokyo Fashion Week à Tokyo Garden Hall en partenariat avec Onward Kashiyama.
En 1999 Martine Sitbon lance sa collection « Homme » présentée durant les défilés Femme.
En 2000, elle préside le jury des « Jeunes Créateurs » lors du Festival international de mode et de photographie de Hyères. Elle y présente une exposition de son travail incluant une vidéo de Jean-Baptiste Mondino avec le mannequin Kirsten Owen.
En 2001, s’ouvre une boutique Martine Sitbon à Seoul, en Corée du Sud. Martine Sitbon devient directrice de la création du prêt-à-porter féminin de la maison italienne Byblos en 2001 pour un an.
En 2002, elle collabore avec la photographe Vanina Sorrenti et le directeur artistique Marc Ascoli pendant trois saisons pour la marque Martine Sitbon.
En 2003, elle collabore avec Serge Leblon et Marc Ascoli pour Automne/Hiver 2003-04.
En 2004, la marque Martine Sitbon défile pour la dernière fois (A/H 2004-2005) présenté au Musée des Arts Modernes de la Ville de Paris dans la salle Matisse[précision nécessaire].
En 2005, la créatrice rencontre des ennuis financiers qui la conduiront à fermer successivement la boutique puis l'atelier et sa griffe.
En 2006, elle lance la marque Rue du Mail avec l’investisseur sino-canadien Jimmy W K Chan (Semeiotics Inc). Jimmy Chan devient le fondateur et Président de Rue du Mail. Martine Sitbon en est directrice de la création et designer fondateur.
En 2007, l'ouverture de l’espace rue du Mail a lieu. Cet espace nommé d’après l’adresse où se trouvent les locaux de leur siège, au 5 rue du Mail, à Paris Rive Droite. La boutique, située au même endroit que l’atelier, le show room et les bureaux administratifs, est inaugurée en 2007. Un espace galerie d'une superficie de 700 m2 qui rassemblent et mettent en synergie toutes les activités de la marque. La boutique Rue du Mail est ouverte au public en septembre 2007.
Le premier défilé de la nouvelle griffe Rue du Mail a lieu au Couvent des Cordeliers pendant la semaine des défilés Automne Hiver 2007/08. A Magazine numéro 5 curated by Martine Sitbon, sort en juin 2007. Elle est la première femme invitée après Martin Margiela, Yohji Yamamoto, Haider Ackermann, Undercover (Jun Takahashi) à être rédactrice en chef pour un numéro de A Magazine qui encourage la diversité de la création. Martine Sitbon réunit autour d’elle différents artistes et amis (Andrée Putman, Nick Knight, Anna Sui, Anita Pallenberg, Sofia Coppola, Marie Rucki, Tilda Swinton, Craig McDean, Cédric Rivrain, Frédéric Sanchez, M/M (Paris), Jimmy Dine, Annette Massager, Paul McCarthy).
En 2008, la présentation des défilés a lieu Rue du Mail.
En 2009, la griffe défile à nouveau au Couvent des Cordeliers.
À partir de 2010 jusqu’en 2013, la griffe Rue du Mail défile dans son propre espace. Martine Sitbon est nommée Chevalier de l’Ordre National du Mérite en mai 2012.
Fin 2013, Rue du Mail décide de mettre en pause ses activités,.
En 2014, Martine Sitbon parraine le Master de la Chambre Syndicale de la Couture. En 2014 également, Martine Sitbon réalise tous les uniformes pour les hôtels Pullman dans le cadre du repositionnement haut de gamme et de leur nouvelle stratégie de développement.
Les créations de Martine Sitbon en son nom et pour Rue du Mail ont été entre autres portées par des personnalités telles que Cate Blanchett, Karine Viard, Gwyneth Paltrow, Kirsten Dunst, Scarlett Johansson, Vanessa Paradis, Emma Stone, Clémence Poésy ou encore Tilda Swinton qui sont séduites par ses collections.
En octobre 2016, sort un livre édité chez Rizzoli retraçant près de 30 ans de créations avec des images de photographes comme David Sims, Nick Knight, Craig McDean, Mario Sorrenti, Peter Lindbergh ou encore Paolo Roversi, aux côtés de ses cahiers de travail, moodboards et polaroid d’essayages.